# Al-Qurnah
Al-Qurnah (arabisk: القرنة) er en gammel handelsstation, og en landsby i Al-Qurnah distrikt i provinsen Al Basrah i det sydlige Irak. Briterne har behersket området her. Al-Qurnah ligger hvor floderne Tigris og Eufrat løber sammen (hvor man tror Edens Have har ligget).
Stedet har dannet rammen om det danske hovedkvarter for Irak-styrken. Danske styrker overtog det 12. juni 2003 efter Britiske 2 PARA og den legendariske 8. arme.